# Iranotherium
Az Iranotherium az emlősök (Mammalia) osztályának páratlanujjú patások (Perissodactyla) rendjébe, ezen belül az orrszarvúfélék (Rhinocerotidae) családjába tartozó fosszilis nem.

## Tudnivalók

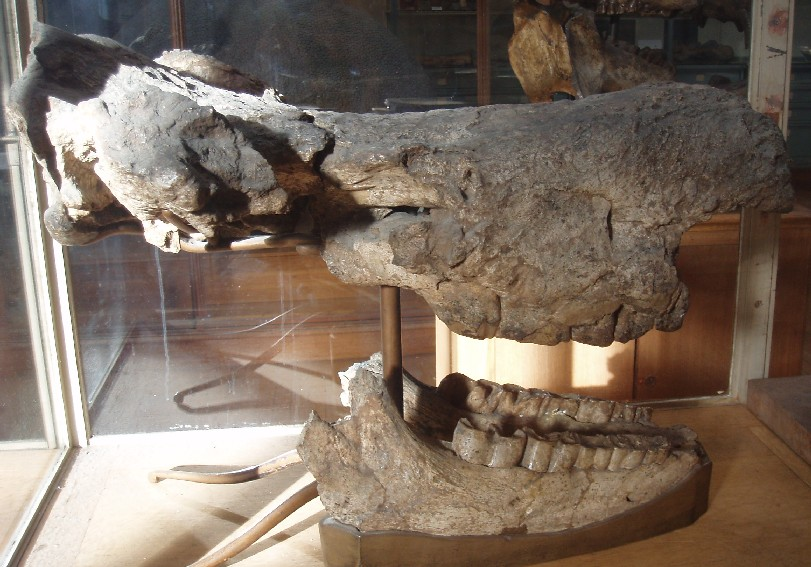
Az Iranotherium morgani koponyája

Az Iranotherium (magyarul: „Irán szörnye”), egy hatalmas Elasmotherium-szerű orrszarvú volt, amely Közép-Ázsia területén élt. Az állat a Sinotherium őse volt. Az utóbbi lehet, hogy kiszorította az ősét.
A hímek nagyobbak voltak, mint a nőstények, és pofaizmaik is fejlettebbek voltak.

### Fordítás
- Ez a szócikk részben vagy egészben  az   Iranotherium című angol Wikipédia-szócikk fordításán alapul.  Az eredeti cikk szerkesztőit annak laptörténete sorolja fel. Ez a jelzés csupán a megfogalmazás eredetét és a szerzői jogokat jelzi, nem szolgál a cikkben szereplő információk forrásmegjelöléseként.